# Limonium furfuraceum
Limonium furfuraceum, conocida como siempreviva alicantina, saladilla o colecha, es una especie de planta de la familia Plumbaginaceae. Es considerada como muy rara.

## Descripción
Es una planta erecta y de coloración grisácea, con ramificaciones más o menos en ángulo recto y vueltas hacia la base. Su floración tiene lugar en verano.

## Distribución y hábitat
Es endémica de la provincia de Alicante, España, que se distribuye principalmente por la zona costera de la provincia, desde la laguna de La Mata, junto a Torrevieja, hasta Busot. Se encuentra principalmente en saladares de suelos secos e hiperhalófilos.

## Taxonomía
Limonium furfuraceum fue descrita por  Kuntze y publicado en Revisio Generum Plantarum 2: 395. 1891.
Etimología
Limonium: nombre genérico que procede del griego leimon, que significa "pradera húmeda", aludiendo al hábitat de muchas de las especies del género.
furfuraceum: epíteto latino 